# Maigret im Haus der Unruhe
Maigret im Haus der Unruhe (französischer Originaltitel: La maison d’inquiétude) ist ein Kriminalroman des belgischen Schriftstellers Georges Simenon. Der Roman wird gewöhnlich nicht zur Reihe der insgesamt 75 Romane und 28 Erzählungen um den Kriminalkommissar Maigret gezählt, die ab dem Jahr 1931 erschienen, sondern gilt als letzter von vier Vorläufern, in denen Simenon die Figur entwickelte. Er entstand vermutlich 1929 im niederländischen Delfzijl und wurde unter dem Pseudonym Georges Sim vom 1. März bis 4. April 1930 in der Tageszeitung L'Œuvre veröffentlicht. Die Buchausgabe erschien im Februar 1932 im Verlag J. Tallandier. Die erste deutsche Übersetzung von Thomas Bodmer publizierte 2019 der Kampa Verlag.
Eine verwirrte junge Frau erscheint nachts auf dem Kommissariat und gesteht Kommissar Maigret einen Mord, dann verschwindet sie wieder. Nur Stunden später wird tatsächlich ein Mord an einem Kapitän im Ruhestand gemeldet. Im Haus, in dem die Tat begangen wurde, begegnet Maigret der jungen Frau wieder, doch sie will sich nicht mehr an ihre nächtliche Aussage erinnern können.

## Inhalt

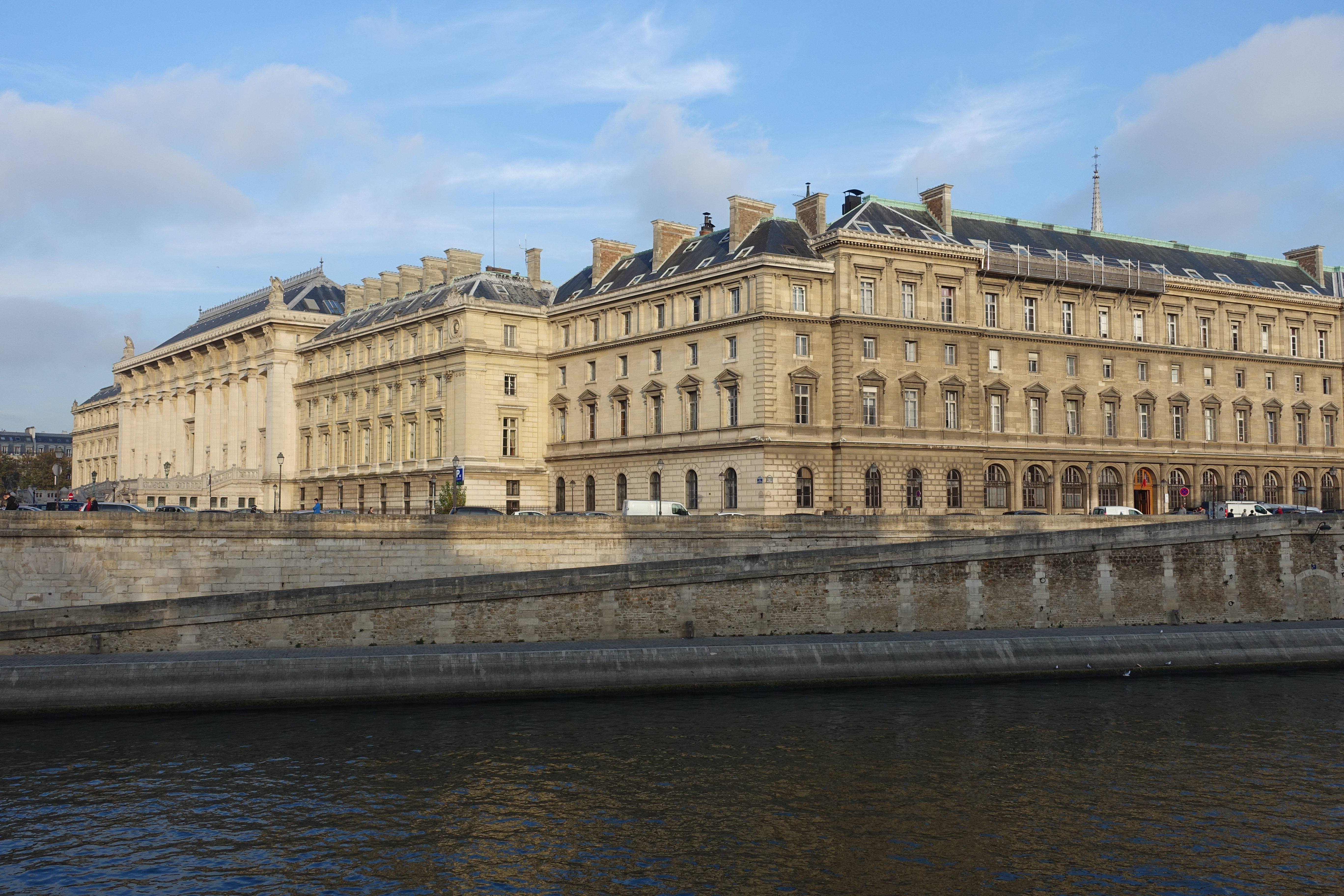
Quai des Orfèvres in Paris

In der Nacht zwischen Samstag, dem 8. November, und Sonntag, dem 9. November, ist 
Maigret nahezu alleine auf dem Pariser Kommissariat am Quai des Orfèvres. Da tritt eine junge Frau ein, die auf den Kommissar den Eindruck von geistiger Verwirrung macht, und gesteht einen Mord. Als Maigret durch einen Anruf abgelenkt wird, verschwindet sie so plötzlich, wie sie gekommen ist. In den folgenden Morgenstunden wird aus Montreuil ein Mord gemeldet: Georges Truffier, ein Kapitän der Handelsmarine im Ruhestand, ist erstochen worden. Das Mysteriöse ist, dass die Concierge die ganze Nacht niemanden hinein- und hinausgehen gesehen hat. Und als Maigret erfährt, dass im Haus eine junge Frau namens Hélène Gastambide wohnt, die mit ihren auffallend blonden Haaren der mysteriösen Besucherin auf dem Kommissariat gleicht, verknüpfen sich für ihn die beiden Ereignisse der Nacht.
Im Appartement der Gastambides herrscht eine gespenstische Atmosphäre: Evariste Gastambide, ein Millionenerbe, hatte sein Vermögen bei einer Spekulation verloren und ging danach mit seiner Familie ins Ausland. Nachdem er vor einigen Jahren mit den beiden Kindern, aber ohne seine Frau, nach Paris zurückgekehrt ist, schlägt er sich als Vertreter von Enzyklopädien durch. Er wirkt ebenso geistig abwesend wie seine Tochter Hélène, die den nächtlichen Besuch auf dem Kommissariat vehement bestreitet. Der Sohn Christian ist ein vorbestrafter Tunichtgut, der den größten Teil des Tages in Kneipen verbringt. Ganz offen verkündet er, dass sein Vater und seine Schwester nicht ganz richtig im Kopf seien. Ein Notizzettel in der Wohnung des Ermordeten führt Kommissar Maigret zum Postamt 42, wo er erfährt, dass Henry Demassis, der Neffe des Toten, postlagernde Briefe an Hélène Gastambide schrieb. Mehrmals wöchentlich trafen sie sich in der Wohnung des alten Kapitäns.
Doch über Hélène gibt es noch ganz anderes zu berichten: Sie soll auch regelmäßig im Moulin Rouge tanzen gehen, ein Milieu, das so gar nicht zu der überspannt-nervösen jungen Frau passen will, die Maigret kennengelernt hat. Schließlich entdeckt der Kommissar den Hintergrund des vermeintlichen Doppellebens: Es handelt sich um zwei unterschiedliche, aber verblüffend ähnliche Frauen. Eine ist Hélène Gastambide, die andere heißt Ninie, ist in Kalkutta aufgewachsen und lebt inzwischen als Prostituierte auf dem Montmartre. Dort wurde sie von Christian Gastambide angesprochen und als Double für seine Schwester engagiert. In Wahrheit ist sie, wie Evariste Gastambide bei ihrem Anblick unwillkürlich erkennt, seine Tochter und Hélènes Zwillingsschwester, die bei seiner inzwischen verstorbenen Frau in Kalkutta zurückgeblieben war.
Christian hatte von den geheimen Treffen seiner Schwester Hélène mit Henry Demassis erfahren, den Kapitän aus Geldnot erpresst und ihn ermordet, als dieser nicht länger Schweigegeld für die Affäre seines Neffen zahlen wollte. Bei der Tat wurde er von seiner Schwester überrascht, doch gelang es ihm, der psychisch labilen Frau einzureden, sie selbst sei schuld am Tod des Kapitäns. Daraufhin wusste sich Hélène nicht anders zu helfen, als sich an die Kriminalpolizei zu wenden. Christian erkannte, dass sie den Befragungen Maigrets nicht würde standhalten können, versteckte sie in einer Pension und ersetzte sie durch die Prostituierte Ninie. Nach seinem Geständnis und einem letzten Abend, an dem er sich hemmungslos betrinkt, erschießt er sich. 
Seine Tat hat jedoch noch ein weiteres Opfer: Evariste Gastambide ist beim Versuch, den Mord auf sich zu nehmen, um seinen Sohn zu schützen, an einem Herzanfall gestorben. Als Maigret erfährt, wie stark das Leben des Alten durch eine Erbkrankheit überschattet war, weckt dies sein Mitgefühl. Sie griff nicht nur seinen Geisteszustand an und war verantwortlich für sein erratisches Verhalten und seinen Ruin, sie übertrug sich auch auf seine Kinder, eine neurasthenische Tochter und einen kriminellen Sohn. Die untergetauchte Hélène kann unbehelligt aufgefunden werden und wird von ihrem Liebhaber Henry aufgenommen sowie von einem Nervenarzt betreut. Die Betreuung Ninies hingegen überträgt Maigret seinem Assistenten, dem Schürzenjäger Torrence, um seine Frau nicht eifersüchtig zu machen.

## Entstehungsgeschichte

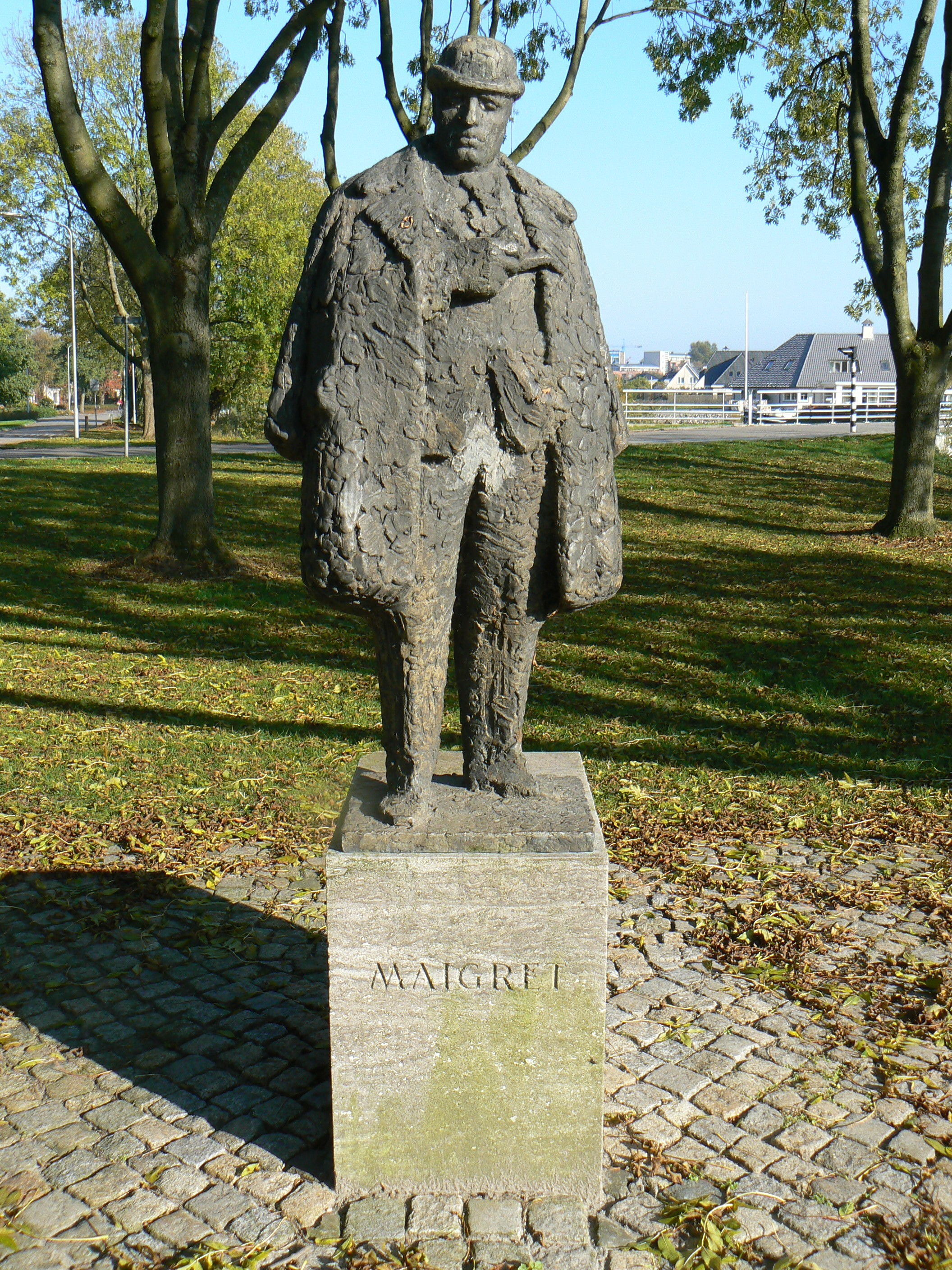
Maigret-Skulptur in Delfzijl

Über die Erfindung seiner berühmtesten Figur Maigret setzte Georges Simenon verschiedene Legenden in die Welt. Nach der bekanntesten entstand die Figur auf den ausgedehnten Arbeitsreisen, die der damalige Autor von Trivialromanen mit seinem Boot Ostrogoth durch die Flüsse und Kanäle Frankreichs bis hin zum nördlichen Europa unternahm, im Herbst 1929 im niederländischen Delfzijl, während er in einem Café in der Vormittagssonne döste: „Jedenfalls sah ich nach einer Stunde in etwas schläfrigem Zustand die Konturen eines massigen, reglosen Herrn vor mir entstehen, der, wie mir schien, einen annehmbaren Kommissar abgeben würde.“ Simenon brachte die Schöpfung Maigrets mit dem Roman Maigret und Pietr der Lette in Verbindung, dem ersten Roman aus der späteren Maigret-Reihe, die vom Jahr 1931 an im Pariser Verlag Fayard erschien und die es im Lauf der Zeit auf 75 Romane und 28 Erzählungen brachte. Tatsächlich gehen Simenon-Forscher heute davon aus, dass an jenem mythischen Ort ein Vorläufer der Maigret-Reihe entstanden ist. Laut einer Untersuchung Francis Lacassins könnte es sich dabei um Maigret im Haus der Unruhe gehandelt haben.
Die Entwicklung der Figur Maigret lässt sich in insgesamt vier „Maigret-Protoromanen“, wie Daniel Kampa sie nennt, nachvollziehen. Gemein haben sie alle, dass sie unter Pseudonym als Groschenromane veröffentlicht wurden. Die ersten beiden, Train de Nuit und La femme rousse, ordnet Kampa noch als „Schmonzetten“ ein, als rührselige Liebesgeschichten, bei denen Maigret nur eine Nebenrolle spielt, allerdings bereits als jener „Schicksalsflicker“, als der er später berühmt werden sollte. Im dritten Roman La femme rousse ist die Kriminalhandlung wichtiger geworden, doch Maigret steht noch im Schatten seines Assistenten Torrence. Erst der vierte und letzte „Proto-Maigret“ La maison d’inquiétude ist ein echter Kriminalroman, in dessen Mittelpunkt von Anfang bis Ende ein Kommissar Maigret steht, der bereits viel Ähnlichkeiten mit der späteren Serienfigur hat. Laut Pierre Assouline zeigt der Roman das „kompletteste Urbild“ Maigrets, und der Schriftsteller bekommt seinen Romanhelden erstmals in den Griff. Für Patrick Marnham war es „der erste wirkliche Maigret-Roman“, wobei alle vier Versuche Simenons bisherige Arbeiten qualitativ überragt hätten.
Dennoch wurde der Roman nicht zum Auftakt der Maigret-Reihe. Simenons Hausverlag Fayard lehnte die Publikation ab und nahm erst zwei Monate später Maigret und Pietr der Lette als ersten Maigret-Roman an, wenn auch mit großen Bedenken bezüglich der Publikumstauglichkeit der zu gewöhnlichen Hauptfigur und dem fehlenden Rätselelement in Simenons Krimis. La maison d’inquiétude musste im März 1930 unter Pseudonym als Fortsetzungsroman in L’Œuvre sowie zwei Jahre später als Buchausgabe bei J. Tallandier erscheinen und wurde kein großer kommerzieller Erfolg. Dies führte dazu, dass Simenon fortan Maigrets ersten eigenständigen Kriminalfall unter den Tisch fallen ließ und im Rückblick stets Pietr-le-Letton, einen besser ausgearbeiteten und stilistisch typischeren Roman, als ersten Maigret-Roman ausgab. Bei der deutschen Erstausgabe 90 Jahre nach der Entstehung des Romans gab der Kampa Verlag Maigret im Haus der Unruhe den Untertitel Der 0. Fall. Rezensenten sprachen vom „Ur-Maigret“.

## Interpretation
„Die Requisiten, die Atmosphäre, Maigrets Methode, seine Nachsicht mit den Schwächen der Menschen und sein Hang, ein ‚Schicksalsflicker‘ zu sein – alles ist bereits da.“ urteilt Daniel Kampa im Nachwort des Romans. Von Maigrets Büro am Quai des Orfèvres mit dem berühmten Kanonenofen bis zu Maigrets Privatadresse am Boulevard Richard-Lenoir sind bereits viele Örtlichkeiten vorgezeichnet, die die Maigret-Reihe später prägen werden. Maigret hat schon seine massige Statur, trägt seinen schweren Mantel mit Samtkragen, raucht passioniert Pfeife und kann nur schwer ertragen, dass seine Lieblingspfeife im Lauf der Ermittlungen zu Bruch geht. Madame Maigret wird ebenso erwähnt wie Maigrets Assistent Torrence oder der langjährige Gegenspieler Richter Coméliau. Die knappen Zeichnungen von atmosphärischen Details, die Simenons Stil prägen werden, sind so vorhanden wie „Maigrets Methode“, seine ureigene Einfühlung in einen Kriminalfall, bis er alle Hintergründe zu verstehen gelernt hat.
Laut Frauke Kaberka sind es „seine Empathie, seine Antennen für Stimmungen und Empfindungen, sein überaus feines Gespür für menschliche Regungen“, die Maigret haben populär werden lassen. Die Feinfühligkeit des Kommissars steht für Sylvia Staude im Gegensatz zu seinem grobschlächtigen Äußeren. Dabei ist es ihm nie um forensische Beweise oder Ermittlungsmethoden zu tun: „Es sind die Seelen und ihre Abwege, Abgründe, die ihn interessieren.“ Was Maigret auszeichnet, ist sein stets spürbares Mitgefühl mit den Menschen, seien sie Opfer oder Verdächtige. Typisch etwa ist für Gerrit Bartels die Szene, als Maigret den alten Gastambide am Ende so lange mitfühlend betrachtet, dass Beobachter den Eindruck eines schweigenden Zwiegespräches mit dem Toten erhalten. Allerdings lässt sich der massige Kommissar zu Beginn seiner Karriere noch ungewohnt leicht aus der Fassung bringen, wird nervös oder wütend. Und er arbeitet, wie maigret.de feststellt, auch noch kaum im Team oder delegiert an seine Assistenten. In Auseinandersetzungen setzt er sogar seine Fäuste ein.
Lothar Müller sieht einige Aspekte des Romans noch stark in der Schauerliteratur des 19. Jahrhunderts verwurzelt, so das Motiv des Doppelgängers, den Wahnsinn als Erklärungsmuster für menschliches Verhalten, den auftretenden Irrenarzt und die Urängste vor Erbkrankheiten und physiologischem Determinismus. Das Zwillingsmotiv wiederholte Simenon nur wenige Monate später auch in Maigret und Pietr der Lette, wo aus Schwestern Brüder geworden sind. Diese Selbstverständlichkeit, bei sich selbst eine Idee auszuborgen und umzugestalten, zeigt für Daniel Kampa, wie sehr der Autor den frühen Roman noch als Blaupause für jenen Fall gesehen haben muss, mit dem er später offiziell die Maigret-Reihe einläutete.

## Ausgaben
- Georges Sim: La maison d’inquiétude. J. Tallandier, Paris 1932 (Erstausgabe).
- Georges Simenon: Maigret im Haus der Unruhe. Übersetzung: Thomas Bodmer. Kampa, Zürich 2019, ISBN 978-3-311-13000-0.
- Georges Simenon: Maigret im Haus der Unruhe. Übersetzung: Thomas Bodmer. Lesung von Walter Kreye. Der Audio Verlag, Berlin 2019, ISBN 978-3-7424-1027-6.